# Північне Мінданао
Північне Мінданао (англ.: Northern Mindanao, філ.: Hilagang Kamindanawan, себ.: Amihang Mindanao) — адміністративний регіон на Філіппінах, позначається також як Регіон Х. Складається з п'яти провінцій: Каміґуїн, Східний Місаміс, Північне Ланао, Букіднон і Західний Місаміс та двох незалежних міст. Регіональний центр Кагаян-де-Оро.

## Географія
Регіон розташований в північній частині острова Мінданао. Площа регіону становить 20 496 км2. Понад 60% площі класифікуються як лісові угіддя. Моря багаті рибою та морепродуктами.

## Клімат
Кількість опадів в Північному Мінданао рівномірно розподілена протягом року. Багата рослинність, природні джерела та висота над рівнем моря сприяють прохолодному та м'якому клімату в регіоні.

## Демографія
Північний Мінданао є 8-м за кількістю населення регіоном на Філіппінах згідно перепису 2015 року. Переважна більшість жителів є мігрантами з островів Себу і Бохоль.

## Економіка
Економіка Північного Мінданао є найбільшою на острові. Її основою є агропромисловий комплекс, проте відбувається стрімкий ріст промисловості.